# Poczty pańskie

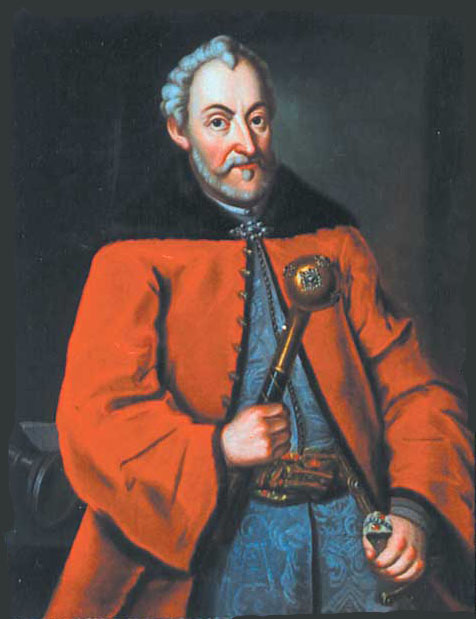
Jan Zamoyski – właściciel jednego z największych pocztów w 1579 r.

Poczty pańskie – ogólna, nieformalna nazwa pospolitego ruszenia senatorów w Rzeczypospolitej Obojga Narodów z czasów pierwszych elekcji królewskich. 
Poczet senatora składał się przynajmniej z kilkunastu koni, a jeżeli był niewielki, to przyłączano go do innej chorągwi. Przykładowo w 1579 roku poczet Jana Zamoyskiego liczył 600 żołnierzy samej piechoty niemieckiej. Pański poczet zazwyczaj nie pobierał żołdu ze skarbu publicznego, więc trudno doliczyć się ich liczebności, ale jeżeli wojna trwała dłużej niż kwartał, to mógł się zgodzić na przejście na służbę opłacaną przez państwo. Z pocztów pańskich wywodziły się późniejsze formacje wojsk prywatnych magnaterii polskiej i litewskiej.